# Аллотип (иммунология)

Аллотип влияет на постоянную область (обозначенную на диаграмме CL и CH1-3).

Аллоти́п (от др.-греч. αλλος — «другой, отличающийся от нормы» и τύπος — «знак») — вариация иммуноглобулина (в дополнение к изотипической вариации) которая присутствует среди классов антител и проявляется гетерогенностью иммуноглобулинов, присутствующих у одного вида позвоночных. Структура полипептидной цепи иммуноглобулина диктуется и контролируется количеством генов, кодируемых в зародышевой линии. Однако эти гены, как было обнаружено серологическими и химическими методами, могут быть высоко полиморфными. Этот полиморфизм впоследствии проецируется на общую аминокислотную структуру цепей антител. Полиморфные эпитопы могут присутствовать в постоянных областях иммуноглобулина как на тяжелых, так и на легких цепях, различаясь между отдельными людьми или этническими группами и в некоторых случаях могут представлять собой иммуногенные детерминанты. Воздействие на людей несамостоятельного аллотипа может вызвать антиаллотипический ответ и стать причиной проблем, например, у пациента после переливания крови или у беременной женщины. Однако важно отметить, что не все вариации аминокислотной последовательности иммуноглобулина представляют собой детерминант, ответственный за иммунный ответ. Некоторые из этих аллотипических детерминант могут присутствовать в местах, которые не очень хорошо подвержены воздействию и поэтому вряд ли могут быть серологически различимы. В других случаях вариация одного изотипа может быть компенсирована присутствием этого детерминанта на другом изотипе антител у одного индивидуума. Это означает, что дивергентный аллотип тяжелой цепи IgG-антитела может быть сбалансирован присутствием этого аллотипа на тяжелой цепи, например, IgA-антитела и поэтому называется изоаллотипическим вариантом.особенно большое количество полиморфизмов было обнаружено в подклассах IgG-антител. Особенно большое количество полиморфизмов было обнаружено в подклассах IgG антител. Которые практически использовались в судебной медицине и в тестировании отцовства, прежде чем были заменены современной ДНК-дактилоскопией.

## Определение и организация аллотипов у человека
Номенклатура аллотипов человека была впервые описана в алфавитной системе и далее систематизирована в числовой системе, но и то, и другое можно было найти в литературе. Например, аллотип, экспрессируемый на постоянной области тяжелой цепи IgG, обозначается Gm, что означает «генетический маркер» вместе с подклассом IgG (IgG1 àG1m, IgG2 àG2m) и номером или буквой аллотипа [G1m1/ G1m (a)]. Полиморфизмы внутри IgA обозначаются так же, как полиморфизмы постоянной области легких цепей A2m (например, A2m1/2) и kappa как Km (например, Km1). Несмотря на то, что существует множество известных изотипов лямбда-цепей, не было зарегистрировано ни одного серологического полиморфизма лямбда-цепей.
Все эти ранее упомянутые аллотипы экспрессируются на постоянных участках иммуноглобулина. Гены, ответственные за кодирование структуры постоянных участков тяжелых цепей, тесно связаны между собой и поэтому наследуются вместе как один гаплотип с малым числом переходов. Хотя некоторые переходы действительно происходили в ходе эволюции человека что привело к созданию современных популяций характерных гаплотипов и важности системы аллотипов в популяционных исследованиях

## Последствия для терапии моноклональными антителами
Аллотипы антител вновь оказались в центре внимания благодаря разработке и применению методов лечения, основанных на моноклональных антителах. Эти рекомбинантные человеческие гликопротеины и белки хорошо зарекомендовали себя в клинической практике, но иногда приводят к побочным эффектам, таким как выработка антитерапевтических антител, которые отвергают терапию или даже вызывают тяжелые реакции на терапию. Эта реакция может быть объяснена различиями между самими терапевтическими препаратами или может возникнуть между одними и теми же терапевтическими препаратами, производимыми разными компаниями, или даже между различными партиями, производимыми одной и той же компанией. Чтобы предотвратить выработку таких антитерапевтических антител, в идеале все клинически используемые белки и гликопротеины должны иметь тот же аллотип, что и натуральный продукт пациента, таким образом, присутствие «измененного Я», которое представляет собой потенциальную мишень для иммунной системы, ограничено. В то время как многие параметры, связанные с процессом разработки и производства, которые могут предрасполагать моноклональные антитела вызывать иммунный ответ хорошо известны и предпринимаются соответствующие шаги для мониторинга и контроля этих нежелательных эффектов, осложнения, связанные с введением моноклональных антител генетически разнообразной человеческой популяции, описаны менее хорошо. Люди демонстрируют обилие генотипов и фенотипов, однако все лицензированные в настоящее время терапевтические иммуноглобулины IgG разрабатываются как единая аллотипическая/полиморфная форма. Таким образом, пациенты, гомозиготные по альтернативному фенотипу, подвергаются более высокому риску развития потенциального иммунного ответа на терапию.